# Acétylferrocène
L'acétylferrocène est un composé organométallique de formule (η5-C5H5)Fe(η5-C5H4COCH3). Il s'agit d'un ferrocène dont l'un des cycles a acquis un groupe acétyle par substitution. C'est un solide de couleur orange qui est soluble dans des solvants organiques.
L'acétylferrocène est préparé par acétylation du ferrocène, généralement avec de l'anhydride acétique :
(C5H5)2Fe + Ac2O → (C5H5)Fe(C5H4Ac) + AcOH.
L'expérience est souvent utilisé comme exemple dans des laboratoires d'enseignements pour illustrer l'acylation ainsi que les séparations chromatographiques.
L'acétylferrocène peut être converti en de nombreux dérivés, comme par réduction en un alcool chiral (C5H5)Fe(C5H4(OH)Me). Le dérivé oxydé, l'acétylferrocium, est utilisé comme oxydant dans les laboratoires de recherche.